# Psychoda mastierrensis
Psychoda mastierrensis és una espècie d'insecte dípter pertanyent a la família dels psicòdids que es troba a Xile: l'arxipèlag Juan Fernández (les illes Robinson Crusoe i Alejandro Selkirk).